# West Hills (Los Angeles)
Pour les articles homonymes, voir West Hills.
West Hills est un quartier de Los Angeles, situé dans l'État de Californie.